# Le Réveil (film, 1925)
Pour les articles homonymes, voir Le Réveil.
Pour plus de détails, voir Fiche technique et Distribution.
Le Réveil est un film français réalisé par Jacques de Baroncelli et sorti en 1925.

## Fiche technique
- Titre : Le Réveil
- Réalisation : Jacques de Baroncelli, assisté d'Abel Sovet
- Scénario : d'après la pièce de Paul Hervieu[1]
- Photographie : Louis Chaix
- Affiche : Armand Rapeño
- Décors : Jacques Palyart
- Production : Société des films Baroncelli
- Pays d'origine :  France
- Format : Noir et blanc - 1,33:1
- Durée : 95 minutes
- Date de sortie : France - 6 novembre 1925

## Distribution
- Charles Vanel : le prince Jean
- Max Maxudian : le prince Grégoire
- Isobel Elsom : Thérèse de Mégèe
- Marguerite de Morlaye : Mme de Formont
- Jean Bradin : Roger de Formont
- Blanche Beaume : la tante Denise
- Janine Liezer : Rose de Mégèe
- Jean-Napoléon Michel : Monsieur de Formont
- Abel Sovet